# Chippewa River (Wisconsin)
Chippewa (ang. Chippewa River) – rzeka w amerykańskim stanie Wisconsin, dopływ rzeki Missisipi.